# Хај Лејк 209.
Хај Лејк 209. (енгл. Hay Lake 209) је индијански резерват прве нације Дене Та' у Алберти, који се налази у округу Мекензи. Налази се 100 km (62 mi) северозападно од Хај Левела. На канадском попису из 2016. године, забележео је 883 становника који живе у 247. од укупно 277. приватних станова.

## Клима
Клима у Хај Лејку је бореална. Просечна температура је -1 °C. Најтоплији месец је јул са 16 °C, а најхладнији јануар са -20 °C.
| Ј                                     | Ф         | М        | А      | М      | Ј       | Ј       | А       | С      | О      | Н         | Д     |
| 0 −19 −21                             | 0 −14 −18 | 0 −8 −16 | 0 5 −5 | 0 15 3 | 0 20 10 | 0 20 12 | 0 18 11 | 0 13 3 | 0 7 −5 | 0 −11 −12 | 0 −19 |
| Просечне макс. и мин. температуре у ° |           |          |        |        |         |         |         |        |        |           |       |
| Укупне падавине у                     |           |          |        |        |         |         |         |        |        |           |       |
| Извор:                                |           |          |        |        |         |         |         |        |        |           |       |

| Империјална конверзија                | Империјална конверзија | Империјална конверзија | Империјална конверзија | Империјална конверзија | Империјална конверзија | Империјална конверзија | Империјална конверзија | Империјална конверзија | Империјална конверзија | Империјална конверзија | Империјална конверзија |
| ------------------------------------- | ---------------------- | ---------------------- | ---------------------- | ---------------------- | ---------------------- | ---------------------- | ---------------------- | ---------------------- | ---------------------- | ---------------------- | ---------------------- |
| Ј                                     | Ф                      | М                      | А                      | М                      | Ј                      | Ј                      | А                      | С                      | О                      | Н                      | Д                      |
| 0 −2 −6                               | 0 7 0                  | 0 18 3                 | 0 41 23                | 0 59 37                | 0 68 50                | 0 68 54                | 0 64 52                | 0 55 37                | 0 45 23                | 0 12 10                | 0 −2                   |
| Просечне макс. и мин. температуре у ° |                        |                        |                        |                        |                        |                        |                        |                        |                        |                        |                        |
| Укупне падавине у инчима              |                        |                        |                        |                        |                        |                        |                        |                        |                        |                        |                        |

| Ј                                     | Ф         | М        | А      | М      | Ј       | Ј       | А       | С      | О      | Н         | Д     |
| 0 −19 −21                             | 0 −14 −18 | 0 −8 −16 | 0 5 −5 | 0 15 3 | 0 20 10 | 0 20 12 | 0 18 11 | 0 13 3 | 0 7 −5 | 0 −11 −12 | 0 −19 |
| Просечне макс. и мин. температуре у ° |           |          |        |        |         |         |         |        |        |           |       |
| Укупне падавине у                     |           |          |        |        |         |         |         |        |        |           |       |
| Извор:                                |           |          |        |        |         |         |         |        |        |           |       |

| Империјална конверзија                | Империјална конверзија | Империјална конверзија | Империјална конверзија | Империјална конверзија | Империјална конверзија | Империјална конверзија | Империјална конверзија | Империјална конверзија | Империјална конверзија | Империјална конверзија | Империјална конверзија |
| ------------------------------------- | ---------------------- | ---------------------- | ---------------------- | ---------------------- | ---------------------- | ---------------------- | ---------------------- | ---------------------- | ---------------------- | ---------------------- | ---------------------- |
| Ј                                     | Ф                      | М                      | А                      | М                      | Ј                      | Ј                      | А                      | С                      | О                      | Н                      | Д                      |
| 0 −2 −6                               | 0 7 0                  | 0 18 3                 | 0 41 23                | 0 59 37                | 0 68 50                | 0 68 54                | 0 64 52                | 0 55 37                | 0 45 23                | 0 12 10                | 0 −2                   |
| Просечне макс. и мин. температуре у ° |                        |                        |                        |                        |                        |                        |                        |                        |                        |                        |                        |
| Укупне падавине у инчима              |                        |                        |                        |                        |                        |                        |                        |                        |                        |                        |                        |